# Perigonia major
Perigonia major är en fjärilsart som beskrevs av Clark 1928. Perigonia major ingår i släktet Perigonia och familjen svärmare. Inga underarter finns listade i Catalogue of Life.